# Салир
Салир (порт. Salir)  —  район (фрегезия) в Португалии,  входит в округ Фару. Является составной частью муниципалитета  Лоле. По старому административному делению входил в провинцию Алгарве (регион). Входит в экономико-статистический  субрегион Алгарве, который входит в Алгарве. Население составляет 3023 человека на 2001 год. Занимает площадь 185,29 км².